# Agathis nachitshevanica
Agathis nachitshevanica är en stekelart som beskrevs av Abdinbekova 1970. Agathis nachitshevanica ingår i släktet Agathis och familjen bracksteklar. Inga underarter finns listade i Catalogue of Life.